# Nabalus
 Nabalus  Cass., 1825 è un genere di piante angiosperme dicotiledoni della famiglia delle Asteraceae.

## Etimologia
Il nome scientifico del genere è stato definito dal botanico Alexandre Henri Gabriel de Cassini (1781-1832) nella pubblicazione " Dictionnaire des Sciences Naturelles, dans lequel on traite méthodiquement des différens êtres de la nature, considérés soit en eux-mêmes, d'aprés l'état actuel de nos connoissances, soit relativement à l'utilité quén peuvent retirer la médecine, l'agriculture, le commerce et les arts. Strasbourg. Edition 2" ( Dict. Sci. Nat., ed. 2. [F. Cuvier] 34: 94) del 1825.

## Descrizione

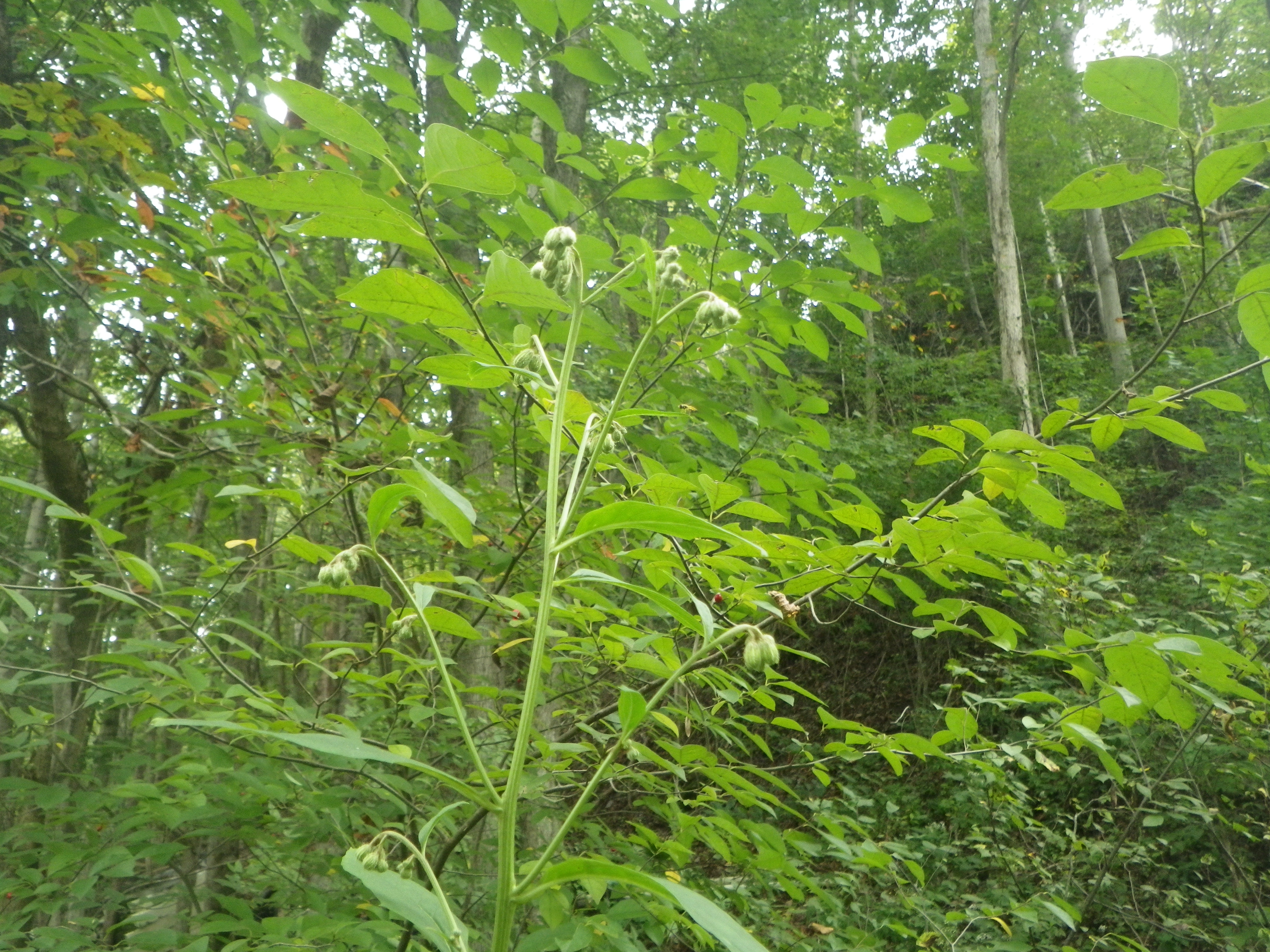
Il portamento
Nabalus crepidineus

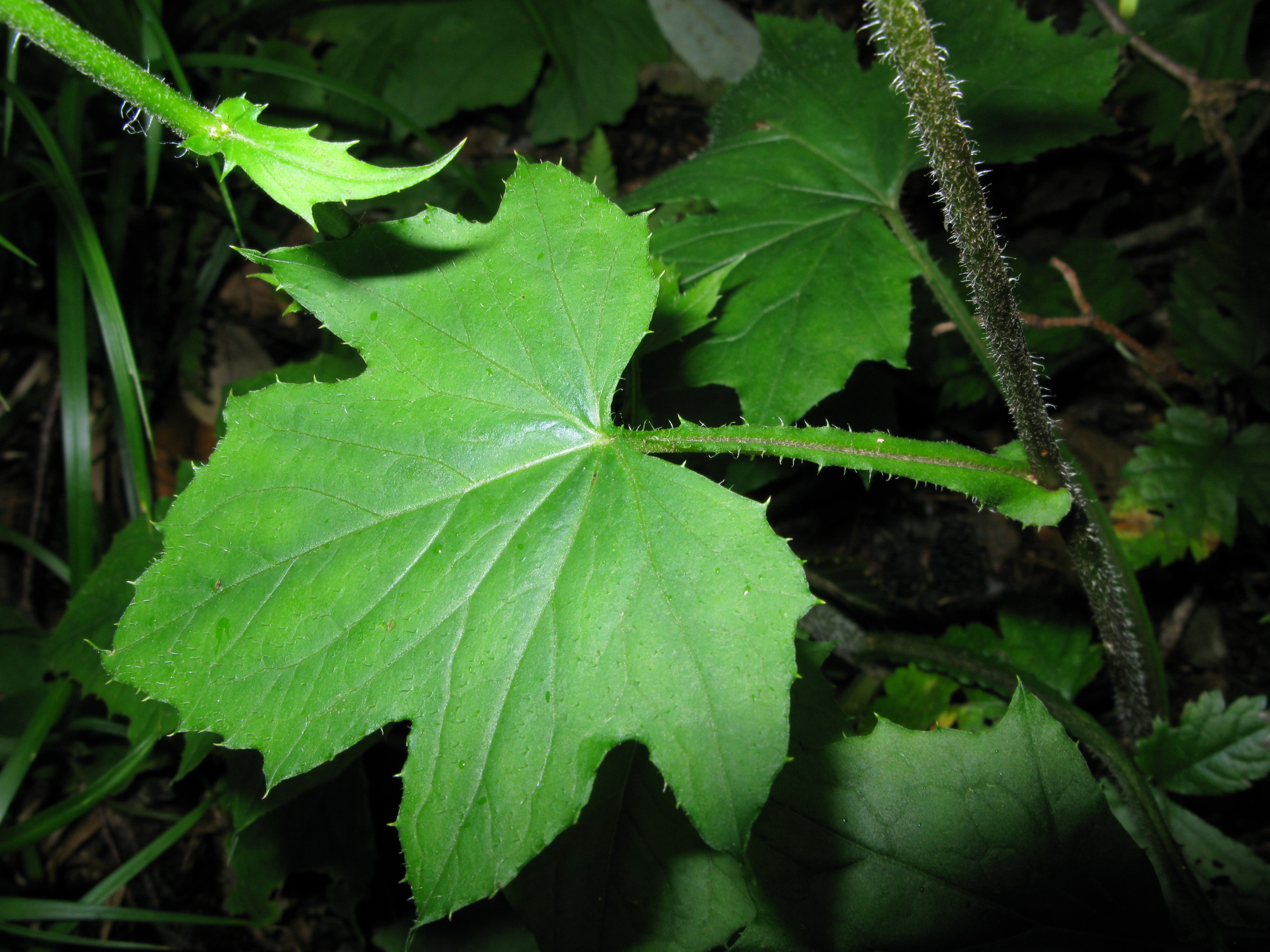
Le foglie
Nabalus acerifolius

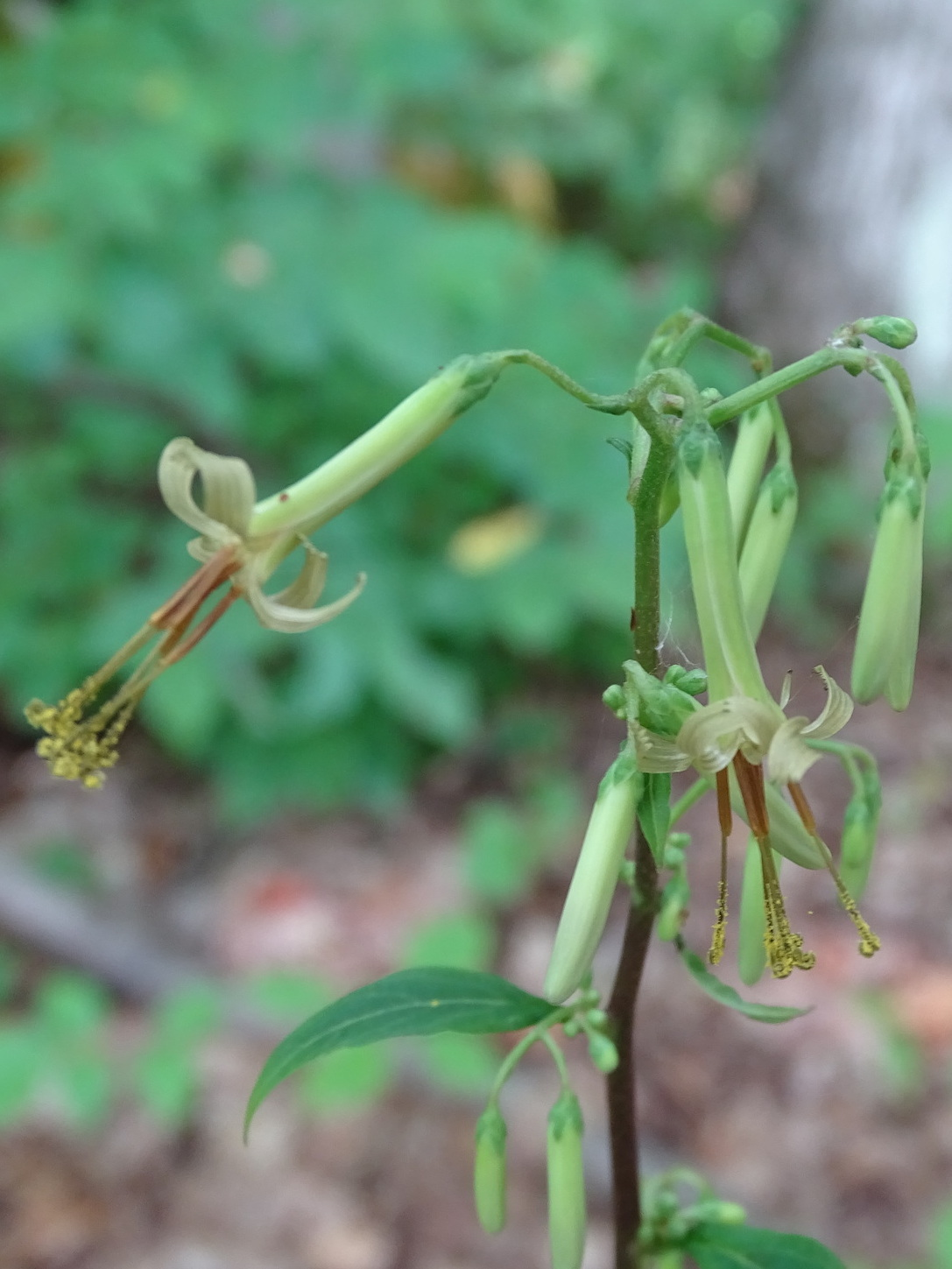
Infiorescenza
Nabalus altissimus

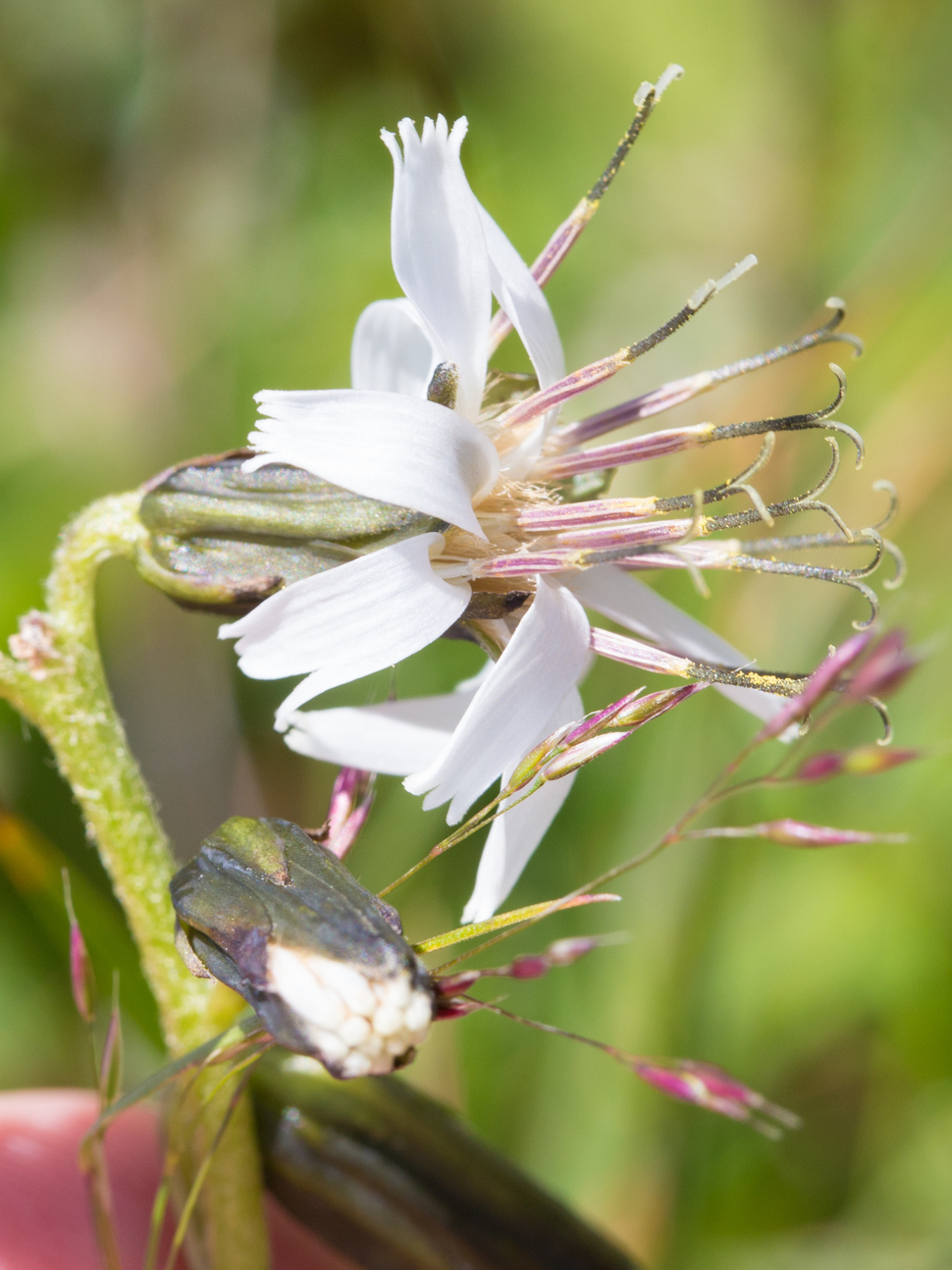
I fiori
Nabalus boottii

Habitus. Le specie di questo gruppo sono piante perenni non molto alte con abbondante latice amaro.
Fusto. Gli scapi fiorali sono eretti e frondosi; possono originare direttamente dal rizoma. In alcuni casi i fusti sono ramificati. Le radici in genere sono di tipo fittonante.
Foglie. Le foglie formano delle rosette radicali con lamine intere o dentate oppure roncinato-pennatofide. Le foglie lungo il caule sono disposte in modo alterno e spesso sono abbraccianti il caule stesso. La superficie può essere tomentosa o più raramente ispida.
Infiorescenza. L'infiorescenza è composta da uno o più capolini terminali con forme panicolate, racemiformi o spiciformi. I capolini, annuenti e solamente di tipo ligulifloro, sono formati da un involucro composto da 5 - 15 brattee (o squame) all'interno delle quali un ricettacolo fa da base ai fiori ligulati. L'involucro ha una forma da strettamente cilindrica a strettamente campanulata ed è formato da due serie di brattee. Solitamente le due serie (con poche brattee) non sono uguali: la serie interna è eretta, mentre quella esterna è embricata e più lunga; raramente le brattee sono connate alla base. Il ricettacolo è piano e nudo (senza pagliette a protezione della base dei fiori).
Fiori. I fiori, (da 5 a 38) tutti ligulati, sono tetra-ciclici (ossia sono presenti 4 verticilli: calice – corolla – androceo – gineceo) e pentameri (ogni verticillo ha in genere 5 elementi). I fiori sono ermafroditi, fertili e zigomorfi.
- Formula fiorale:

*/x K {\displaystyle \infty }, [C (5), A (5)], G 2 (infero), achenio
- Calice: i sepali del calice sono ridotti ad una coroncina di squame.
- Corolla: le corolle sono formate da una ligula terminante con 5 denti; il colore in genere è blu, lavanda, bianco e giallo; la superficie può essere sia pubescente che glabra.
- Androceo: gli stami sono 5 con filamenti liberi e distinti, mentre le antere sono saldate in un manicotto (o tubo) circondante lo stilo.[11] Le antere alla base sono prive di codette. Il polline è tricolporato.[12]
- Gineceo: lo stilo è filiforme. Gli stigmi dello stilo sono due divergenti e ricurvi con la superficie stigmatica posizionata internamente (vicino alla base).[13] L'ovario è infero uniloculare formato da 2 carpelli.

Frutti. I frutti sono degli acheni con pappo. Gli acheni, costati (5 coste principali e 2 - 4 coste secondarie), sono glabri ed hanno delle forme colonnari-fusiformi o obovoidi (raramente sono compressi); la superficie può essere trasversalmente tubercolata; l'apice è troncato. Il pappo è capillare (le setole sono fragili e scabre) e colorato di giallo o rosso-bruno.

## Biologia
- Impollinazione: l'impollinazione avviene tramite insetti (impollinazione entomogama tramite farfalle diurne e notturne).
- Riproduzione: la fecondazione avviene fondamentalmente tramite l'impollinazione dei fiori (vedi sopra).
- Dispersione: i semi (gli acheni) cadendo a terra sono successivamente dispersi soprattutto da insetti tipo formiche (disseminazione mirmecoria). In questo tipo di piante avviene anche un altro tipo di dispersione: zoocoria. Infatti gli uncini delle brattee dell'involucro si agganciano ai peli degli animali di passaggio disperdendo così anche su lunghe distanze i semi della pianta.

## Distribuzione e habitat
La distribuzione di questo genere è disgiunta tra l'Asia orientale il Nordamerica.

## Tassonomia
La famiglia di appartenenza di questa voce (Asteraceae o Compositae, nomen conservandum) probabilmente originaria del Sud America, è la più numerosa del mondo vegetale, comprende oltre 23.000 specie distribuite su 1.535 generi, oppure 22.750 specie e 1.530 generi secondo altre fonti (una delle checklist più aggiornata elenca fino a 1.679 generi). La famiglia attualmente (2021) è divisa in 16 sottofamiglie.

### Filogenesi
Il genere di questa voce appartiene alla sottotribù Crepidinae della tribù Cichorieae (unica tribù della sottofamiglia Cichorioideae). In base ai dati filogenetici la sottofamiglia Cichorioideae è il terz'ultimo gruppo che si è separato dal nucleo delle Asteraceae (gli ultimi due sono Corymbioideae e Asteroideae). La sottotribù Crepidinae fa parte del "quarto" clade della tribù; in questo clade è in posizione "centrale" vicina alle sottotribù Chondrillinae e Hypochaeridinae.
I caratteri più distintivi per questa sottotribù (e quindi per i suoi generi) sono:
- in queste piante non sono presenti i peli piccoli, morbidi e ramificati;
- le brattee involucrali sono disposte in due serie ineguali;
- i capolini contengono molti fiori;
- le setole del pappo non sono fragili;
- gli acheni alla base sono poco compressi.

La sottotribù è divisa in due gruppi principali uno a predominanza asiatica e l'altro di origine mediterranea/euroasiatica. Da un punto di vista filogenetico, all'interno della sottotribù, sono stati individuati 5 subcladi. Il genere di questa voce appartiene al subclade denominato " Dubyaea-Nabalus-Soroseris-Syncalathium  clade". Questo subclade, nell'ambito della sottotribù, occupa il "core" della sottotribù ed è inserito in una politomia formata dai subcladi Ixeris-Ixeridium-Taraxacum e Garhadiolus-Heteracia. Il clade, che comprende nove generi: Dubyaea, Hololeion, Nabalus, Syncalathium, Sinoseris, Sonchella, Soroseris, Mojiangia e Spiroseris è fondamentalmente asiatico.
Nel clade  Dubyaea-Nabalus-Soroseris-Syncalathium il genere Nabalus è vicino al "core", ma non è monofiletico. Nel genere si individuano due cladi principali con distribuzione disgiunta (Asia orientale - Nordamerica). Il clade nordamericano a sua volta è diviso in due subcladi (sud-est e nord-occidentale). La precedente configurazione filogenetica è basata sull'analisi di alcune particolari regioni (nrITS) del DNA; analisi su altre regioni (DNA del plastidio) possono dare dei risultati lievemente diversi.]
I caratteri distintivi per le specie del genere di questa voce sono:
- l'habitus di queste piante è fittonante perenne;
- gli acheni hanno 10 - 12 coste longitudinali;
- la distribuzione è relativa all'Asia orientale e Nordamerica.

Il numero cromosomico della specie è: 2n = 16 (specie diploidi, raramente tetraploidi).
In precedenti trattamenti questo genere era descritto all'interno della sottotribù Lactucinae e diverse specie erano incluse (senza ragione) nel genere Prenanthes. Studi sulla vascolarizzazione degli acheni hanno concluso che le specie di Nabalus sono molto più vicine alle specie dei generi Dubyaea e Soroseris che a Prenanthes.

### Elenco delle specie
Questo genere ha 18 specie:
- Nabalus acerifolius Maxim.
- Nabalus albus  (L.) Hook.
- Nabalus altissimus  (L.) Hook.
- Nabalus asper  (Michx.) Torr. & A.Gray
- Nabalus autumnalis  (Walter) Weakley
- Nabalus barbatus  (Torr. & A.Gray) A.Heller
- Nabalus boottii  DC.
- Nabalus carrii  (Singhurst, O'Kennon & W.C.Holmes) Weakley
- Nabalus crepidineus  (Michx.) DC.
- Nabalus hastatus  (Less.) A.Heller
- Nabalus mainensis  (A.Gray) A.Heller
- Nabalus ochroleucus  Maxim.
- Nabalus racemosus  (Michx.) Hook.
- Nabalus roanensis  Chick.
- Nabalus sagittata  Rydb.
- Nabalus serpentarius  (Pursh) Hook.
- Nabalus tatarinowii  (Maxim.) Nakai
- Nabalus trifoliolatus  Cass.

### Sinonimi
Sono elencati alcuni sinonimi per questa entità:
- Esopon Raf.
- Harpalyce  D.Don
- Narbalia  Raf.